# 급성 괴사성 궤양성 치은염
급성 괴사성 궤양성 치은염(急性壞死性潰瘍性齒周炎, acute necrotizing ulcerative gingivitis, 약칭 ANUG)은 치은염의 일종으로, 잇몸에 방추균과 나선균이 감염되어 발생하는 질환이다. 주로 20-30세에 빈발하며, 치아 사이 잇몸에 분화구 모양의 궤양이 생긴다던지, 입냄새가 심해진다거나 및 침의 분비가 증가한다던지, 약한 자극에도 잇몸 내 궤양 부위에 출혈이 일어나는 등의 증상을 보인다.
급성 괴사성 궤양성 치은염은 치은(잇몸) 외에 다른 치주 조직의 침범은 일어나지 않은 상태이며, 만약 치주 조직까지 침범할 경우 괴사성 궤양성 치주염으로 발전할 수 있다.
괴사성 궤양성 치주염은 엄청난 고통이 동반해 항생치료가 필요하다.